# Michel-Gabriel Paccard
Michel-Gabriel Paccard (Chamonix, França, 1757–1827) era un metge i alpinista de la Savoia, ciutadà del Regne de Sardenya. Nascut a Chamonix, va estudiar medicina a Torí. Arran de la seva passió per la botànica i els minerals, va conèixer Horace-Bénédict de Saussure, qui va iniciar la cursa per ser el primer a coronar el Mont Blanc.
| «                 | En tant que Saussure és un devot de les ciències naturals, té un somni: portar un baròmetre al cim del Mont Blanc i fer-hi una lectura. (És) un alpinista excel·lent, ja ho ha intentat diversos cops. | » |
| — Gaston Rébuffat | |   |

Paccard feu un primer atac al cim l'any 1783, amb Marc Theodore Bourrit. L'any 1784, va fer diversos intents al costat de Pierre Balmat. Finalment, va ser el primer a coronar el Mont Blanc amb Jacques Balmat el 8 d'agost de 1786, assenyalant una gran fita en la història de l'alpinisme.
| «                   | L'ascensió per ella mateixa ja era un fet magnífic; una fantàstica gesta de valor i resistència sostinguda duta a terme per aquests dos homes en solitari, sense cordes ni piolets, carregats d'instruments científics i servint-se de llargs bastons amb puntes de ferro. El temps afortunat i una lluna en solitari al cel van assegurar que tornessin vius. | » |
| — C. Douglas Milner | |   |

| «              | El seu era un magnífic assoliment de valor i determinació, un dels més grans dels annals de l'alpinisme. Va ser acomplert per homes que no només estaven en terres no explorades anteriorment, sinó també en una ruta que tots els guies creien que era impossible. | » |
| — Eric Shipton | |   |

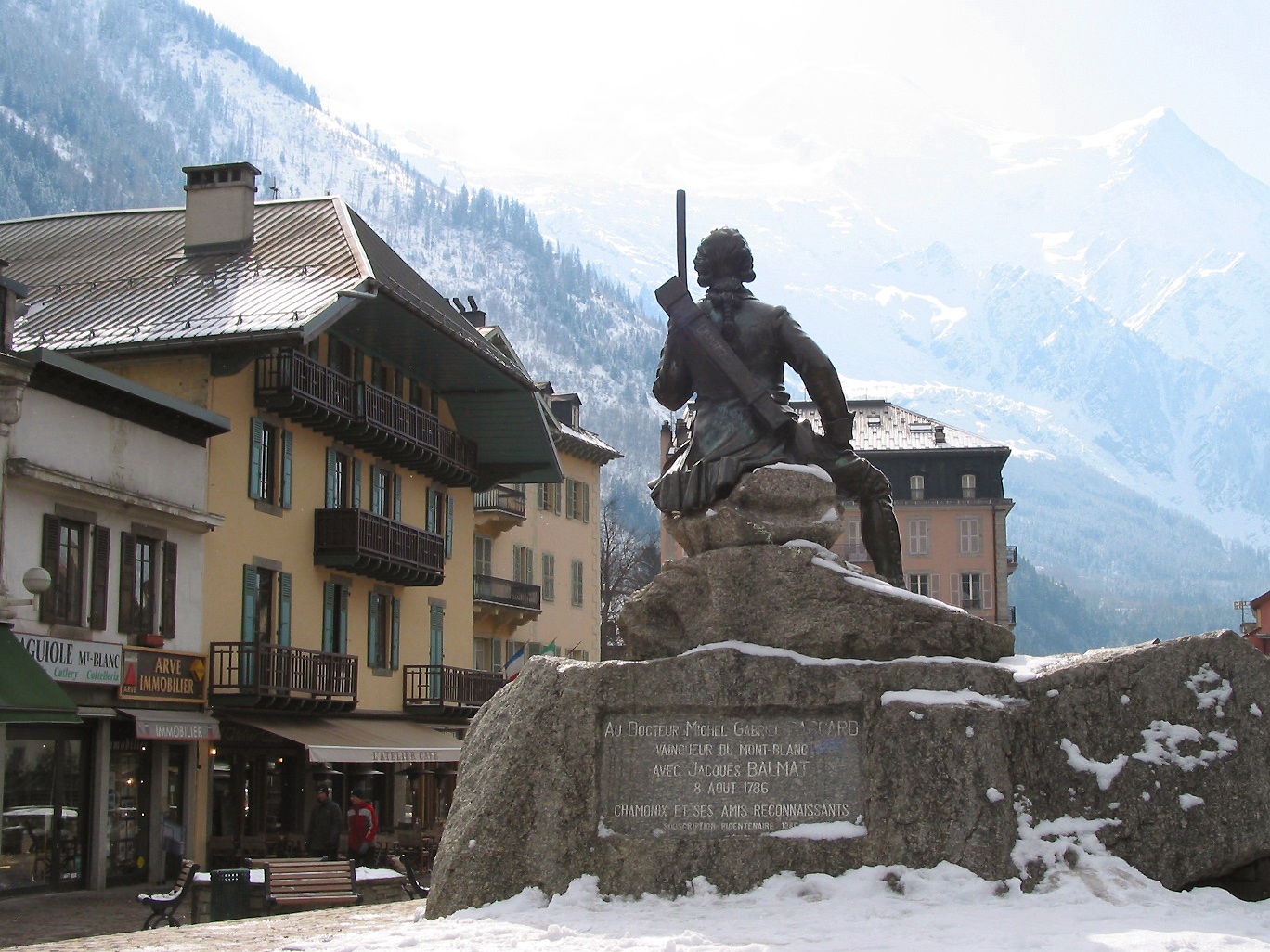
Michel-Gabriel Paccard - Monument a Chamonix.

Després de la gesta, Paccard es va casar amb la germana de Jacques Balmat, i va esdevenir jutge de pau.
A Chamonix hi ha una estàtua en honor seu.